# Trojaniwka (obwód chmielnicki)
Trojaniwka (ukr. Троянівка) – wieś na Ukrainie, w obwodzie chmielnickim, w rejonie chmielnickim, w hromadzie Teofipol. W 2001 liczyła 265 mieszkańców, spośród których 264 wskazało jako ojczysty język ukraiński, a 1 rosyjski.